# 三壩駅
三壩駅（さんはえき）は、中華人民共和国浙江省杭州市西湖区古墩路と萍水西街の交差点に位置する杭州地下鉄2号線と5号線の駅。

## 歴史
- 2017年12月27日：2号線の駅として開業[1]。
- 2018年11月25日：B1～B4出入口および地下街が共用開始[2]。
- 2019年6月24日：5号線の駅が開業し、乗換駅となる[3]。

## 駅構造
2号線・5号線とも島式ホーム1面2線を有する地下駅である。2号線ホームは古墩路寄りの、5号線ホームは萍水西街寄りの地下にある。2号線蝦竜圩駅側に引き上げ線が2線ある。

### のりば
| 路線                   | 方向 | 行先                       |
| ---------------------- | ---- | -------------------------- |
| 2号線ホーム（地下2階） |      |                            |
| ■ 2号線                | 下り | 朝陽方面                   |
| ■ 2号線                | 上り | 良渚方面                   |
| 5号線ホーム（地下3階） |      |                            |
| ■ 5号線                | 下り | 南湖東方面                 |
| ■ 5号線                | 上り | 城站・火車南站・姑娘橋方面 |

（出典：杭州地下鉄:站内空间示意图）

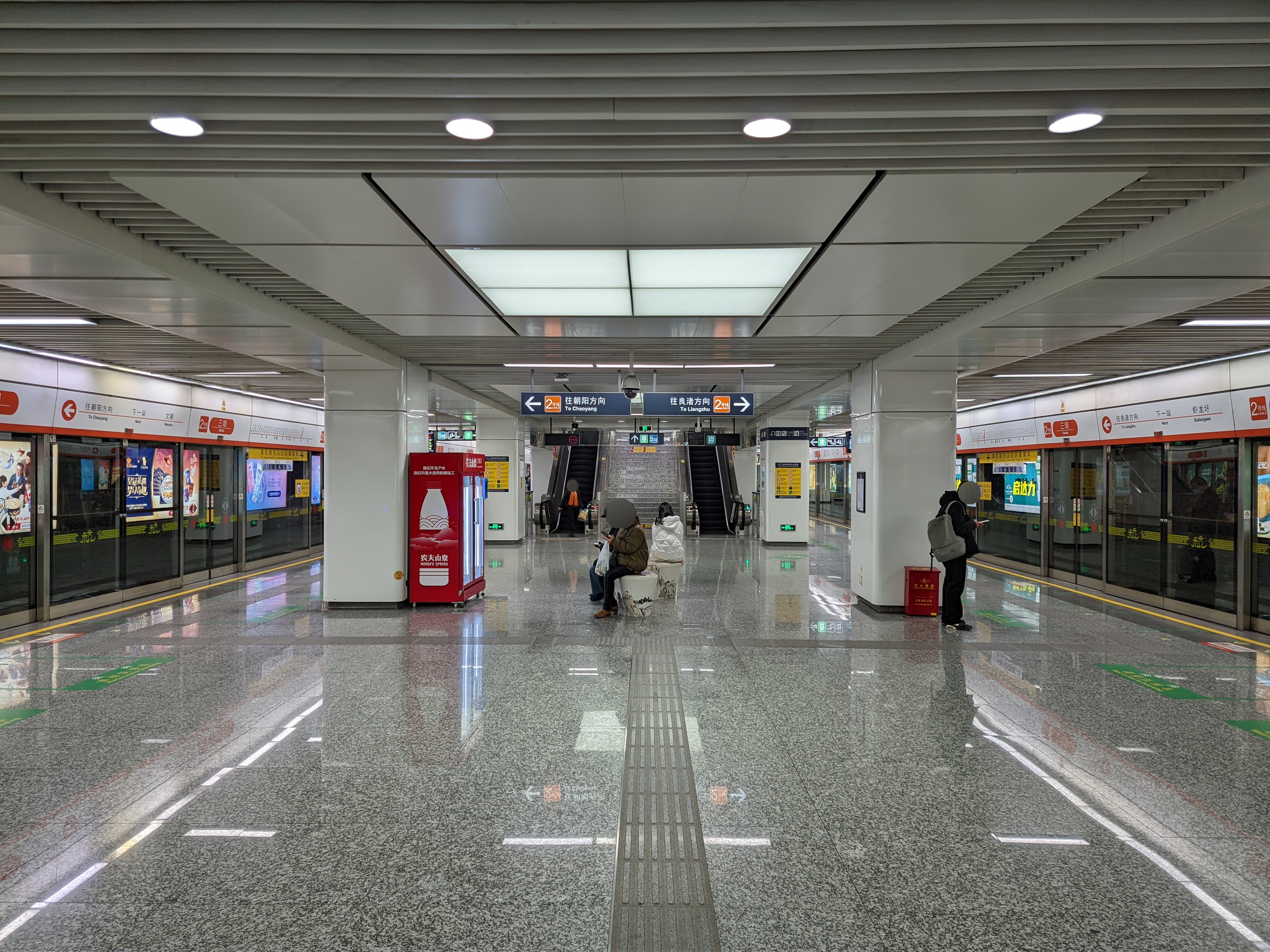
2号線ホーム
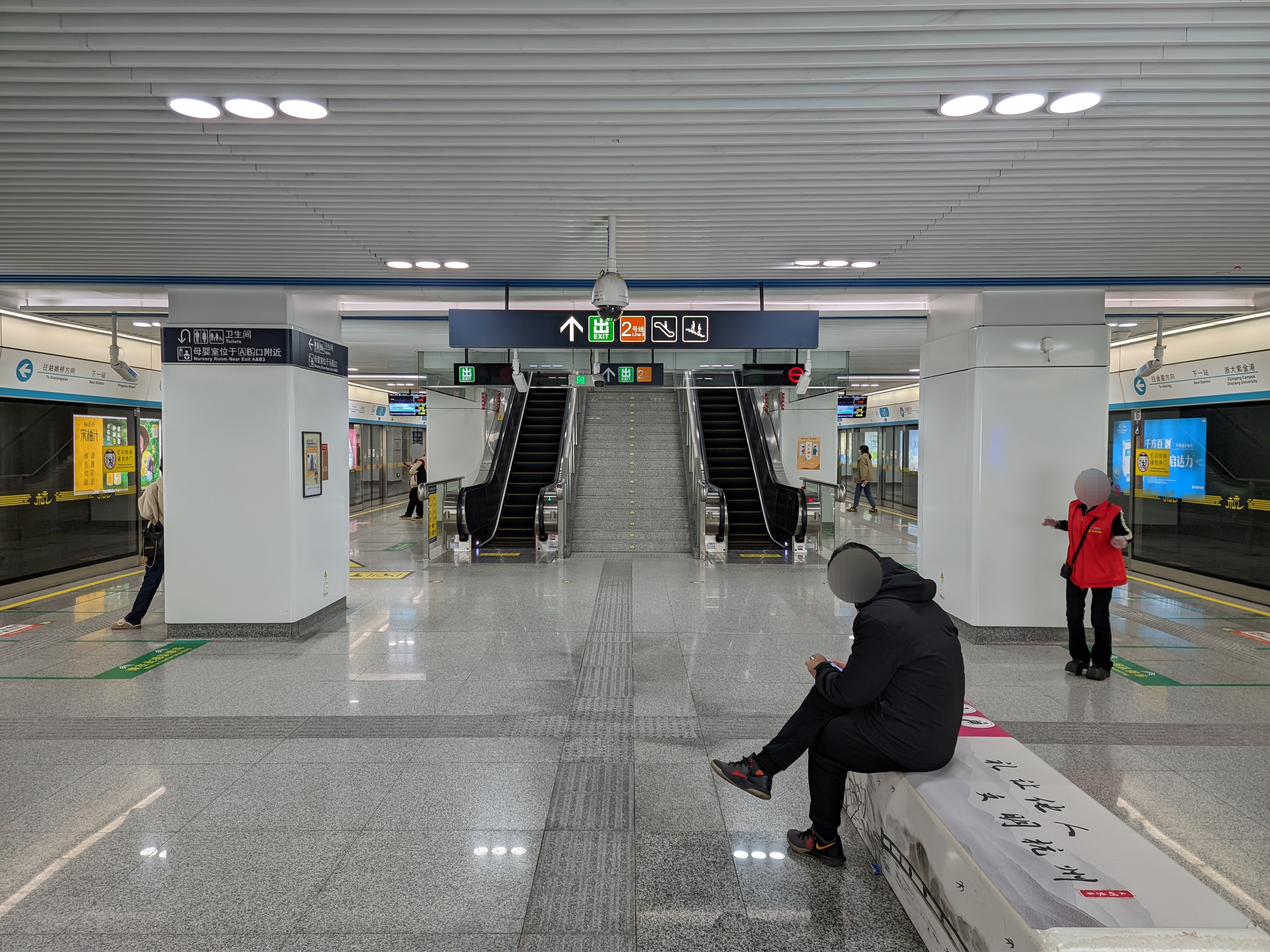
5号線ホーム
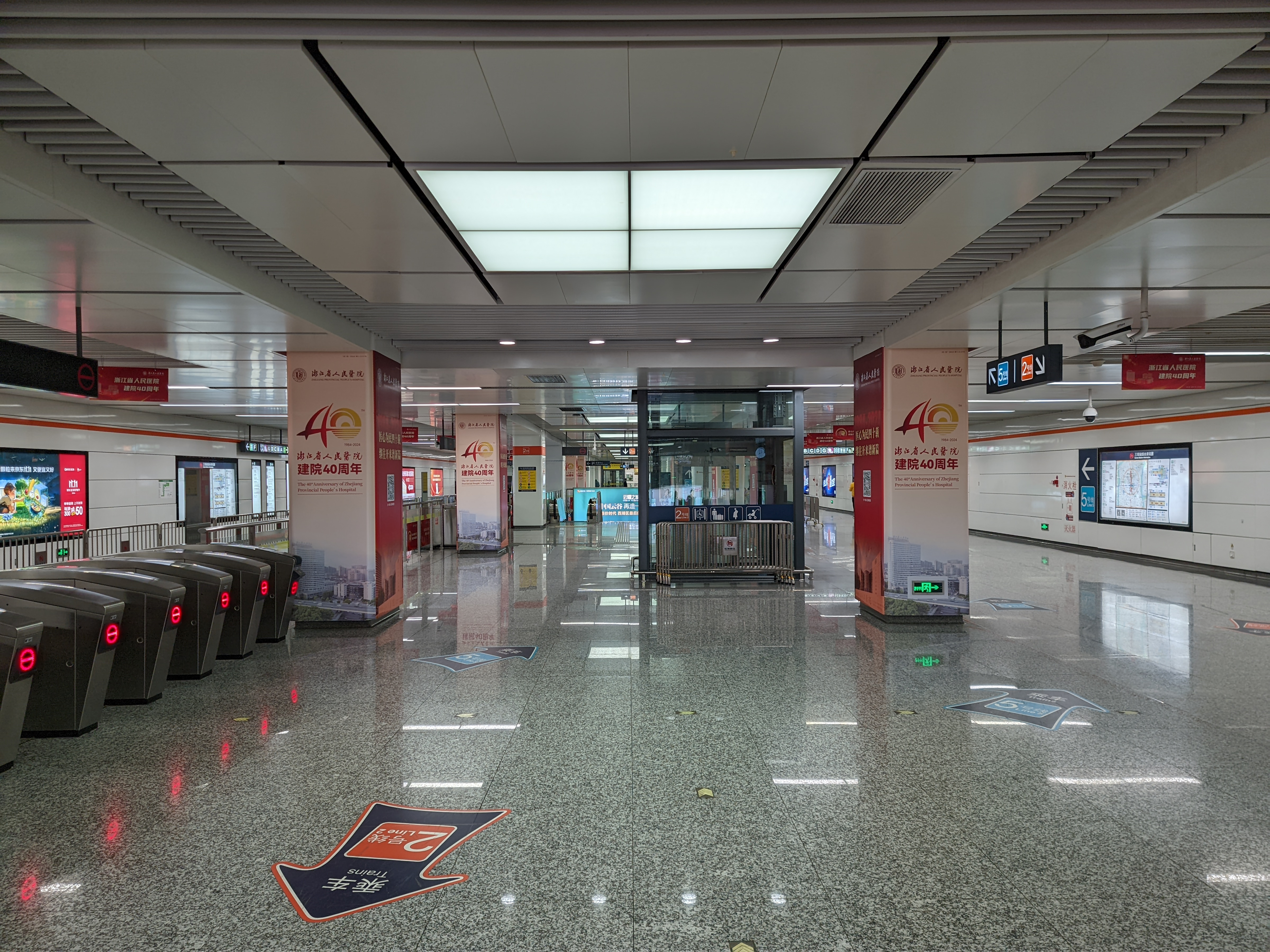
2号線コンコース
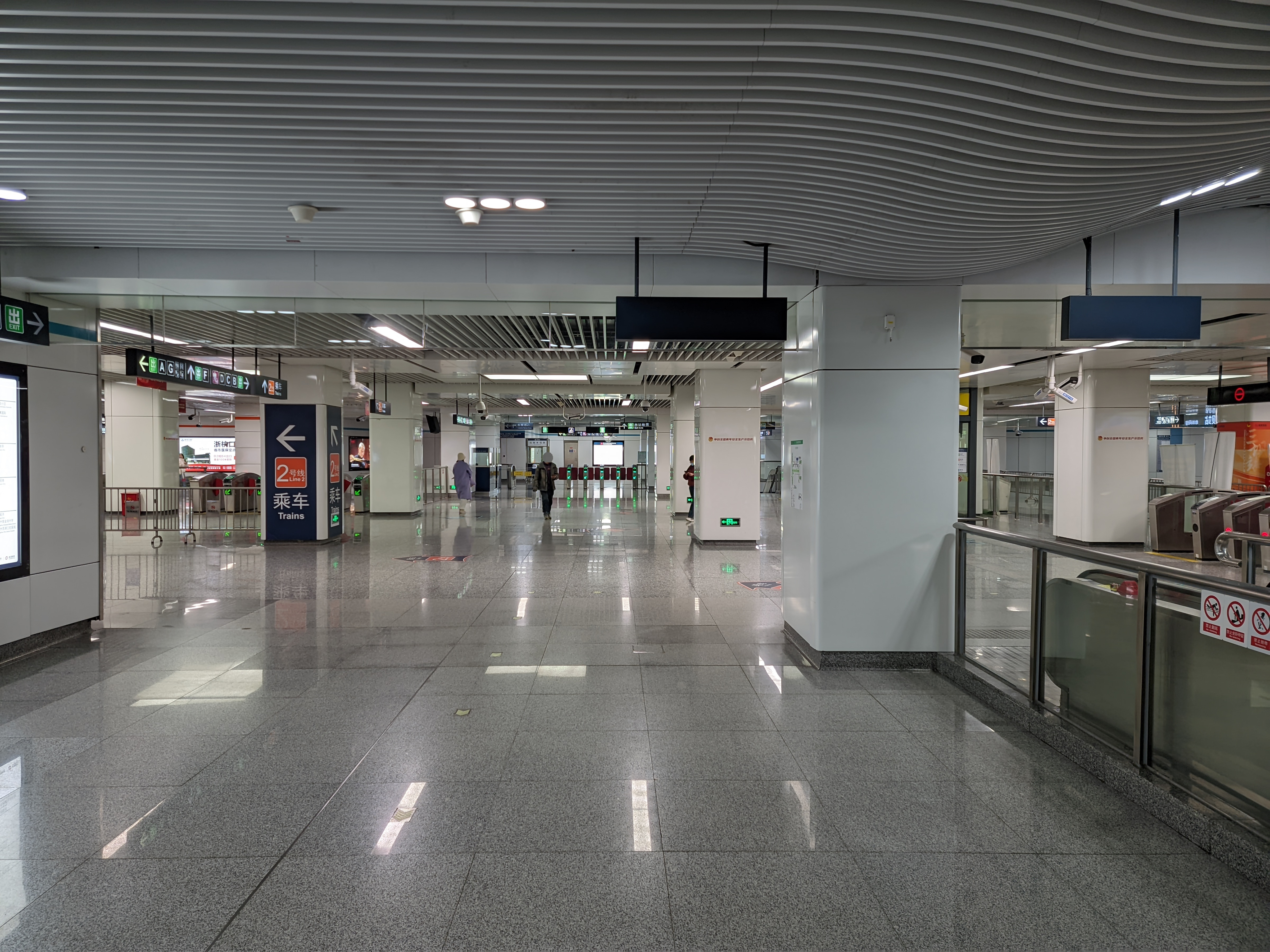
5号線コンコース

### 地下街
地下街は駅コンコースの北側、2号線の引き上げ線の真上に位置し、全長約200メートル、建築面積約4,730平方メートル、67の店舗が並び、主にレジャーや軽食を提供している。

## 利用状況
駅周辺には多くの住宅やオフィスビルが立ち並んでいる。5号線の運営開始当初、当駅は5号線唯一の乗換駅であり、ラッシュ時には大量の乗客が乗り換えるため非常に混雑していた。5号線全線開通後も当駅の利用客数は全く減少せず、1日約9万人の乗客が利用していた。

## 駅周辺
- 優盤時代中心
- 同人精華ビル
- 瑞沢商務中心
- 浜江紫金府
- 安壩坊
- 瑞博国際
- 申悦国際
- 聖苑小区
- 杭州市学軍小学(紫金港キャンパス)
- 耀江・文鼎財富
- 耀江文鼎苑
- 冠苑
- 同人広場
- 杭州市紫金港中学
- 紫金文苑
- 政苑小区C区

## 隣の駅
杭州地下鉄
■ 2号線
文新駅 - 三壩駅 - 蝦竜圩駅
■ 5号線
浙大紫金港駅 - 三壩駅 - 萍水街駅